# Lein (Neckar)
Die Lein ist ein Fluss im Westen des baden-württembergischen Landkreises Heilbronn. Sie entspringt südwestlich von Kleingartach und mündet nach einem 27 km langen Lauf in nordöstlicher bis östlicher Richtung im Stadtteil Neckargartach gegenüber der nördlichen Kernstadt von Heilbronn von links in den mittleren Neckar.

## Name
Der Hauptstrang des Flusses beginnt als Schreckebach, heißt nach dessen Zusammenfluss mit dem Seebach kurz wie dieser und setzt sich – zufolge der amtlichen Gewässerkarte – anschließend auf dem Oberlauf noch länger als Leinbach fort, bis er unterhalb von Niederhofen kurz vor dem Austritt aus seiner Bucht im Keuperbergland seinen deutlich längsten Laufabschnitt als Lein beginnt. Jedoch begleiten noch im Mündungsort Neckargartach ein Leinbachpark und eine Leinbachstraße den Lauf, der Sprachgebrauch scheint also zwischen den Namen Lein und Leinbach zu schwanken.
Früher hieß der Bach Gartach (988 fluvium Garda), eine Bezeichnung, die sich außer im Namen einiger Orte am Lauf auch in dem des mittelalterlichen Gartachgaus wiederfindet. Der Name setzte sich aus dem althochdeutschen Wort gart für 'Umhegung, Garten, Kreis' und dem Hydronym -aha zusammen. Wahrscheinlich nahm der Name Bezug auf einen damals vorhandenen Fischzaun.
Für den heutigen Namen war die Burg Leinburg namengebend.

## Geographie

### Verlauf
Die Lein entspringt nahe Kleingartach aus mehreren Quellen im südlichen Hartwald, die sich zunächst zum Seebach und zum Gruppenbach vereinen, aus deren Zusammenfluss dann die lange auch noch Leinbach genannte Lein entsteht. Vom Zusammenfluss an zieht das Gewässer zunächst in Richtung Nordosten, links nur anfangs begleitet vom Hartwald, rechts länger vom auf seinem Kamm meist ebenfalls Wald tragenden Heuchelberg. Fast von Anfang an erstrecken sich dabei an den südexponierten Hängen des Tals und der kleinen Nebentäler Weingärten. Nachdem sie Kleingartach und Niederhofen durchlaufen hat, kehrt sich die Lein bei Stetten am Heuchelberg nach Osten. Hier tritt auch die Kraichgaubahn aus Eppingen im Westen ins Muldental. Unterhalb von Schwaigern mündet von links mit dem knapp 8 km langen Massenbach der erste der zwei bedeutenderen Zuflüsse. Unterhalb der zusammengewachsenen Ortsteile Schluchtern und Großgartach von Leingarten verlässt die Bahn auf der anderen Seite das Tal, das hier nach Nordwesten abknickt. Danach tritt die Lein aufs Gebiet der Stadt Heilbronn über und der rund 10 km lange Rotbach fließt in Frankenbach wiederum von links zu. Bald darauf durchläuft die Lein Neckargartach und mündet am unteren Ortsrand von links in den nordwärts fließenden Neckar.

### Einzugsgebiet
Das deutlich linkslastige Einzugsgebiet der Lein bedeckt über 110 km², von denen rund zwei Drittel links des Gewässerlaufs liegen und nur ein Drittel rechts. Die Wasserscheide rechts verläuft im Süden sehr lange auf dem Kamm des recht nahen Heuchelbergs und ist kaum je auch nur 2,5 km vom Lauf entfernt, während sich das Einzugsgebiet auf der anderen Seite weit nach Norden erstreckt; die nördliche Wasserscheide verläuft in einer Nordausbuchtung um den oberen Massenbach und Rotbach lange in etwa 6,5 km Abstand vom Gewässerlauf.
Sämtliche Konkurrenten unmittelbar jenseits der Wasserscheiden entwässern ebenfalls zum Neckar. Von der Mündung ganz im Osten in Neckargartach beginnend verläuft die Scheide rechts des Flusses zunächst westsüdwestlich auf einem kleinen Stück gegen den kurzen Böckinger Wolfsgraben, weiter dann steigt die Scheide an der Heuchelberger Warte auf dem Kamm des Heuchelbergs, jenseits dessen zunächst wiederum auf kurzer Strecke der Nordheimer Katzentalbach konkurriert. Schon vor dem Eichbühl, an dem die Grenze nach Südwesten abbiegt, sammelt die Zaber viele Zuflüsse, welche die Südflanke des Heuchelbergs herunterlaufen. Ihr Einzugsgebiet umringt sogar südlich noch etwas die oberste Lein bis an ihre linke Seite und stößt im Bereich des südwestlichen Hartwaldes an das der nördlich zum unteren Neckar entwässernden Elsenz, die im Westen und Nordwesten vor allem im Abschnitt nördlich des Hartwaldes mit ihren rechten Zuflüssen die Lein bedrängt. Nördlich von Massenbachhausen knickt die linke Gewässerscheide am obersten Massenbach dann nach Osten, ab dort läuft der Böllinger Bach anfangs sehr nahe ungefähr ostwärts zum Neckar wie die Lein selbst, bis dieser konkurrierende Bach nach dem Quellgebiet des zweiten großen Lein-Zuflusses Rotbach sogar weitere Flächen rechts seines Laufes auf Kosten der Lein gewinnt. Kurz vor der Mündung im Osten schiebt sich ein sehr kleines Gebiet ohne oberirdische Läufe dazwischen.

### Zuflüsse und Seen
Hierarchische Liste der Zuflüsse und Seen, jeweils von der Quelle zur Mündung. Länge und Einzugsgebiet, sofern dieser existiert, im jeweiligen oder einem übergeordneten schon existierenden Artikel, anderenfalls, sofern dort abfragbar, nach der amtlichen Gewässerkarte, sonst dort abgemessen auf dem Hintergrundlayer Topographische Karte. Höhe ebendort abgelesen oder nach dem Höhenlinienbild interpoliert. Notnamen eingeklammert.
Ursprung der Lein zwischen Eppingen-Mühlbach etwas südwestlich von Eppingen-Kleingartach und kurz vor dem Hochwasserrückhaltebecken Kleingartach/Seebach. Dort laufen der linke Hauptstrang-Oberlauf Seebach und der rechte Nebenstrang-Oberlauf Gruppenbach zusammen, deren längste Stränge in einem Waldgebiet zwischen Eppingen-Mühlbach im Westen, Zaberfeld-Michelbach im Süden und Kleingartach im Osten entstehen. Der vereinte Bach wird bis zum Zufluss des Horkgrabens zunächst noch Leinbach genannt.
- Seebach, linker Hauptstrang-Oberlauf bis südöstlich des Sazenbergs auf 215,8 m ü. NHN, 2,1 km. Entsteht im Gewann Lindenteich.
  - Kühstellenbach, von links und Nordwesten, 1,5 km. Am Zufluss deutlich länger als der Seebach bis dorthin.
  - Schreckebach, von links und Nordwesten, 2,4 km. Am Zufluss deutlich länger als der Seebach bis dorthin.
    - Einsiedelbach, von links westlich des Neuen Bergs noch im Wald, 1,0 km.
- Gruppenbach, rechter Nebenstrang-Oberlauf nach dem Rückhaltebecken neben der K 2160 Kleingartach–Michelbach, 1,6 km. Entsteht zwischen Bauernkopf im Osten und Bauernwald im Westen und speist einige Teiche.
  - (Klingenzufluss aus dem Bauernwald), von links im größten der Teiche, ca. 0,5 km. Entsteht in einer nordöstlich ziehenden Klinge, die am südlichen Gemarkungsrand beginnt.
  - (Wassergraben Vordere Birken), von rechts unterhalb des letzten Teichs, 0,6 km. Entsteht östlich des Bauernkopfs.
  - (Zufluss), von links zwischen Hinterem und Vorderem Birkenfeld, 0,5 km. Entsteht im östlichsten Birkens.
- Wenig nach dem Zusammenfluss von Seebach und Gruppenbach liegt rechtsseits, von einem Saum aus Bäumen umgeben, ein 0,7 ha großer See.
- (Wassergraben längs des Pfaffenhofener Wegs), von rechts am Westrand des Sportplatzes in der Aue in Kleingartach, 1,6 km. Entsteht im Kirschenwäldle und läuft sehr wegnah.
- (Feldweggraben durchs Gewann Herdweg), von links gleich danach, 1,0 km. Entsteht am Ostrand des Waldes auf dem Sazenberg, im Ortsbereich von Kleingartach unter der Straße Im Grund verdolt.
- Rosbach, von links am Ostrand des Gewerbegebietes Im Gemminger Feld, 1,7 km. Entsteht westlich des Rosbachhofs unter dem Weinberghang Holzbrunnen.
  - (Feldweggraben), von rechts nahe beim Rosbachhof, 0,7 km. Entsteht westlich am Waldrand.
  - (Feldweggraben an der Winterseite), von rechts wenig nach dem Rosbachhof, 0,6 km. Entsteht am Nordfuß des Hügels am Herdweg.
- (Feldweggraben), von rechts gegenüber dem Nordrand des Gewerbegebietes, 1,5 km. Entsteht nahe der Eichbühlhöfe in einer Klinge südlich des Fluchtbergs.
- (Feldweggraben), von links zwischen Kleingartach und Schwaigern-Niederhofen, 0,6 km. Entsteht im Vogelgesang. Wenigstens ab hier heißt der Bach Leinbach.
- Dachbach, von links und Westen am nordöstlichen Siedlungsrand von Niederhofen, 3,7 km und 3,7 km². Entsteht in einer Waldklinge im Heidenrain.
  - (Hangquellenzufluss), von rechts wenig vor dem Steilklingenausgang, 0,2 km.
  - (Zufluss längs dem Nordfuß des Hagwalds), von links an einer Feldwegquerung zwischen den Ottilienhöfen und Niederhofen, 1,4 km. Entsteht in der Hasenklinge.
- Neuer Bergbach, von rechts an einer Feldwegquerung bei den Forchenwaldhöfen, 2,4 km. Entsteht an der Steige der K 2065 Niederhofen–Haberschlacht und läuft mehr als den letzten halben Kilometer dem Leinbach parallel.
- Horkgraben, von links unterhalb derselben Feldwegquerung, 2,4 km. Entsteht im Reutwald.
Ab diesem Zufluss heißt der Bach Lein.
  - (Unbeständiger Zufluss), von links am Waldaustritt, 1,5 km. Entsteht östlich der Schillerhöhe im Gewann Großer Kuhbach. Der Oberlauf des Horkgrabens bis zum Zusammenfluss ist auf der TK25 ebenfalls als unbeständig gekennzeichnet und ist mit 0,6 km deutlich kürzer.
  - (Feldweggraben), von rechts westlich des Essigbergs, 0,8 km. Entsteht nördlich des Kreuzbergs.
  - (Zufluss), von links am Südfuß des Essigbergs, 0,7 km. Entsteht am Nordfuß des Weinberghügels und umläuft ihn in einem Ostbogen.
- → (Abgang des Triebwasserkanals zur Oberen Mühle), nach links bei Stetten am Heuchelberg, Rückfluss dort nach 1,1 km.
- (Unbeständiger Zufluss), von rechts an der Leinbachbrücke der L 1107, 0,9 km. Entsteht am Fuß des Lobenbergs.
- Hungerbach, von links in Stetten, 2,3 km und ca. 2,3 km².
- Brühlgraben, von rechts gegenüber Stetten, 2,3 km. Entsteht auf dem Gelände der Deponie an der nördlichen Heuchelberg-Steige der L 1107.
  - (Zufluss aus dem Roten Brunnen), von rechts unterhalb eines Weinbergs, 0,6 km. Entsteht iam Rand der Heuchelberg-Hochebene. Auf der TK25 ist dieser längere Zweig Oberlauf des Brühlbachs.
  - (Unbeständiger Klingenzufluss), von rechts westlich des Weißenbergs, 0,6 km. Entsteht westlich des Eichbühls und mündet in einem aufgestauten See von 0,2 ha.
- Zochklingengraben, von rechts nach den Brüchlehöfen auf 188,4 m ü. NHN, 0,8 km. Entsteht an einer nördlichen Waldspitze und läuft meist in einem Graben zwischen einem befestigten Feldweg und einem Grasweg.

- (Bach durch den Hasengrund), von links und Westen auf etwa 188 m ü. NHN nordwestlich der Lachenhöfe, ca. 2,1 km und ca. 1,7 km². Entspringt nordnordwestlich von Stetten im Hinterholz. Längstenteils unbeständig.

- Schaufelsberggraben, von rechts auf 186,7 m ü. NHN nordöstlich der Lachenhöfe, 2,1 km. Entsteht am Neuen Berg am Nordrand des Lochwalds.
- Lohgraben, von links nahe der Schnellerstraße in Schwaigern, 4,3 km. Entsteht östlich der Gemminger Birkenhöfe.
  - Binsengraben, von rechts im Gewann Binsen, 1,2 km. Entsteht am Ostrand des Waldgewanns Neuen See und läuft neben einem Feldweg.
- Rohnsbach, von rechts in Schwaigern wenige Schritte nach dem Lohgraben, 3,2 km und 6,8 km².[7] Entsteht im Lochwald und durchläuft dort in einer West-Ost-Klinge, die den Heuchelberg-Nordabhang gliedert, drei Seen (Lochsee).
- Steinhäldengraben, von rechts in Stetten, 1,0 km.
- Wolfsbrunnenbach, von rechts gegenüber der Schwaigerner Unteren Mühle (Freudenmühle), 3,3 km und ca. 2,3 km². Entsteht südöstlich des Siegelsbergs fast nahe dem Kamm des Heuchelbergs.
- Massenbach, von links zwischen Schwaigern und Leingarten-Schluchtern gegenüber den Riedhöfen, 7,7 km und 23,6 km²[2]. Der Hauptstrang des Baches trägt diesen Namen erst ab Massenbach.
  - Massenbach, linker Nebenstrang-Oberlauf bis Massenbach. Entsteht am Westrand des Taschenwalds bei Massenbach, 1,8 km und 2,4 km². Entsteht im Wald Stöckach.
    - (Zufluss aus dem Norden), von rechts in der Flur östlich von Massenbach, 0,4 km.
    - (Feldweggrabenzulauf), von rechts noch vor Massenbach

  - Biberbach, rechter Hauptstrang-Oberlauf, 4,4 km und 15,0 km². Entsteht nordwestlich von Massenbachhausen im Feldgewann Rot.
    - (Zufluss aus dem Flachsgrund), von rechts kurz vor Massenbachhausen.
Fast im ganzen Ortsbereich von Massenbachhausen heißt der Bach Gießgraben.
    - Hungertalbach, von rechts in Massenbachhausen an der Brücke der K 2049 nach Gemmingen. Entsteht westlich des Dorfs an einer Feldweggabel zwischen Buchtalwald im Süden und Berwanger Wald im Norden.
    - (Entlastungsgraben des Hungertalbachs), von rechts an derselben Brücke. Geht am westlichen Ortsrand von diesem ab.
    - Buchtalgraben, von rechts vor dem Südende des Dorfes. Entsteht nördlich des Buchtalwaldes.
Nach diesem Zulauf heißt der Bach bis etwa zum nächsten Fließgraben
    - Leitersbach, von links am Ortsende von Massenbachhausen, 3,2 km und 4,1 km². Entsteht bei den Leutersteiner Höfen.
      - (Zufluss von Westen), von rechts an der L 1107, 0,9 km
      - Kümmergraben, von rechts, 1,1 km

    - Wilhelmstaler Bach, von links am Ortsbeginn von Massenbach, 3,0 km und 4,1 km². Entsteht im Wald Stöckach.

  - Seebach, von rechts am Ortsende von Massenbach, 1,5 km und 1,9 km².
- Eichbottgraben, von rechts in Schluchtern beim Steg an der Kiesbergstraße, 1,8 km und 2,6 km².[7] Entsteht nahe dem Ostsporn des Heuchelbergs unterhalb der Frankenschanze, durchläuft einen 0,7 ha großen See und trennt danach die Leingartener Ortsteile Schluchtern im Westen und Großgartach im Osten.
- Holzgrundgraben, von links in Großgartach nach der Leinbrücke der L 1105, 1,8 km. Entsteht nordöstlich von Schluchtern im Flurgewann Holzgraben.
- Schweifelsgraben, von rechts am Ostrand des Leingartener Siedlungsbereichs, 1,4 km und 1,0 km².[7] Entsteht wenig südlich von Großgartach an der L 1105 nach Nordheim.
- Rotbach, von links in Heilbronn-Frankenbach wenig vor der querenden B 39, 9,8 km mit dem Hauptoberlauf Bruchbach und 21,3 km².[2] Entsteht wenig unterhalb von Kirchhausen aus seinen beiden Oberläufen.
  - Bruchbach, linker Hauptoberlauf des Rotbachs, ca. 6,0 km und 7,4 km². Entsteht im Eichhäuser Grund von Bad Rappenau zwischen A 6 und B 39.
    - (Graben aus dem Breitloch), von links nach dem Wechsel auf die Nordseite der Autobahn, 0,9 km und ca. 0,5 km².
    - Kehlenbach, von rechts nach dem Kirchhausener Freibad an der Nordseite der B 39, 3,1 km und 2,5 km².

  - (Graben aus dem Rohrgrund), rechter Nebenoberlauf des Rotbachs, 2,4 km und 3,0 km². Entsteht am Rand der Waldinsel Binsich.
  - (Bach durchs Tiefental), von rechts zwischen Annakreuz und Hipfelhof, 3,1 km und 2,1 km². Entsteht nahe dem Solepumpwerk am Südrand des Taschenwaldes.
  - (Bach von der Vorderen Wanne), von rechts am Hipfelhof, 1,6 km und 1,3 km². Entsteht in einer Aussiedlerhofgruppe wenig nördlich von Großgartach.

Mündung der Lein  auf 150,4 m ü. NHN von links und Westen in den Neckar in Neckargartach gegenüber dem Heilbronner Salzwerkhafen. Die Lein ist fast 27,5 km lang und hat ein Einzugsgebiet von über 110 km².

### Ortschaften
Das Gewässer läuft auf der Gemarkung der Städte Eppingen und Schwaigern, der Gemeinde Leingarten und der Stadt Heilbronn. Im Einzugsgebiet liegen nördlich des Flusses noch Massenbachhausen, Massenbach und Kirchhausen an Zuläufen.
Die Lein entspringt etwa auf 293 m ü. NHN und mündet nach einem Lauf von wenig über 27 km Länge auf einer Höhe von etwa 151 m ü. NHN; sie hat also mit wenig über 5 ‰ ein nur kleines mittleres Sohlgefälle.

### Landschaft
Die obersten Quellbäche der Lein entspringen noch im Naturraum Heuchelberg, in dem ihr Tal anfangs eine Bucht des zum nördlich benachbarten Kraichgau rechnenden Leinbachgäus durchläuft. In Großgartach beginnt ihr Unterlauf durch dessen östlichen Teilraum Gartacher Feld. Zuletzt wechselt sie kurz vor der Mündung in Neckargartach in den Unterraum Heilbronn-Wimpfener Tal von dessen Nachbarnaturraum Neckarbecken.
Der größte Teil des Einzugsgebietes ist Ackerland, Grünland kommt kaum vor. Links an seinem Rand am Oberlauf liegt ein großer Teil des Hartwaldes im Einzugsgebiet, rechts lange der bewaldete Hang und Kamm des Heuchelberges. Einige kleinere kompakte Waldgebiete, u. a. der Taschenwald südlich von Kirchhausen, die Stöckach und der Bruchtalwald bei Massenbachhausen, liegen in der Nordausbuchtung des Einzugsgebietes um den oberen Massenbach und Rotbach. Es gibt recht großflächige Siedlungsgebiete.

## Hochwasserschutz
Der Zweckverband Hochwasserschutz Leintal errichtet insgesamt 14 Hochwasserrückhaltebecken, davon sind 8 bereits fertiggestellt. Weitere vier in kommunaler Regie errichtete Hochwasserrückhaltebecken wurden dem Zweckverband übergeben. Der Zweckverband wurde von den Kommunen Eppingen, Heilbronn, Leingarten, Massenbachhausen und Schwaigern im Jahr 1998 gegründet, nachdem im Einzugsgebiet der Lein immer häufiger auftretende Hochwasser immense Schäden in den Ortslagen angerichtet hatten. Bis November 2011 investierte der Zweckverband 18,7 Mio. Euro in den Hochwasserschutz.

## Geschichte
Funde aus der älteren Steinzeit sind im Leintal selten, wohingegen die Funde der Großgartacher Kultur von einer Besiedelung in der jüngeren Steinzeit künden. In der jüngeren Bronzezeit scheint das Leintal, wie sich aus der geringen Fundzahl schließen lässt, nur sehr gering besiedelt gewesen zu sein, wohingegen aus den nachfolgenden Perioden ab der mittleren Bronzezeit wieder zahlreiche Funde vorliegen. Die älteren heute noch bestehenden Orte im Leintal gehen auf die Zeit der fränkischen Landnahme zurück. Alte frühmittelalterliche Befestigungen waren die Harchenburg bei Schluchtern, die Frankenschanze bei Großgartach und auf dem Schlossbuckel zwischen Stetten und Neipperg. Die Lein hieß zu jener Zeit Gartach. Die umliegende Region bildete den Gartachgau, und auch die Ortsnamen Kleingartach (einst nur Gartach), Großgartach (heute ein Ortsteil von Leingarten) und Neckargartach nehmen Bezug auf den Fluss und den Gau. Zur Zeit der Karolinger entstanden einige Ausbausiedlungen im Leintal, darunter Niederhofen. Im hohen Mittelalter stand das Leintal unter dem Einfluss des Bistums Worms und der Staufer. Nach dem Niedergang der Staufer und dem Erstarken der Regionalfürstentümer kamen die Orte in den Besitz verschiedener Herren, u. a. der vermutlich als Uradel aus dem Leintal stammenden Herren von Neipperg sowie weiterer Herrengeschlechter aus der näheren und ferneren Umgebung, größtenteils aus dem späteren Ritterkanton Kraichgau. Da das Leintal nicht im Zentrum eines größeren Territoriums lag, sondern vielmehr in verschiedener Hinsicht an mehrere Bistumsgrenzen oder Grenzen aufstrebender Flächenstaaten wie Württemberg und Kurpfalz grenzte, kam es zu keiner einheitlichen Entwicklung längs des Gewässers, sondern die Orte waren vielmehr vielfach Ziel verschiedener Expansionsbestrebungen. Bei der Mediatisierung der Fürstentümer im Jahr 1805 kam das Leintal schließlich an Württemberg, mit Ausnahme von Schluchtern (heute Teil von Leingarten), das als vormals kurpfälzischer Ort an Baden kam und damit eine badische Exklave in Württemberg bildete, bevor es 1945/47 ebenfalls an Württemberg kam. Heute liegt das Leintal innerhalb des westlichen Landkreises Heilbronn bzw. im Unterlauf bei Frankenbach und Neckargartach innerhalb der Markung der Stadt Heilbronn.

## Wirtschaft
Die Lein hat als Verkehrsweg keine Bedeutung, da sie nicht sehr breit und auch nicht tief genug ist. Die Zuläufe sind in den Ortschaften teilweise verdolt. Im 19. Jahrhundert befand sich zwischen Neckargartach und Frankenbach die Widmann’sche Papiermaschinenfabrik, ein Pionierbetrieb bei der Herstellung der ersten Papiermaschinen in Deutschland, der die benötigte Wasserkraft aus der Lein gewann.